# Alfred Weiland
Alfred Weiland (* 7. August 1906 in Berlin; † 18. September 1978 in West-Berlin) war Widerstandskämpfer gegen den Nationalsozialismus und Teil einer Widerstandsgruppe gegen die Führung der DDR und wurde ein Opfer stalinistischer Repression.

## Leben
Weiland wurde Mitte der 1920er Jahre zuerst für kurze Zeit Mitglied der NSDAP, trat danach aber der Kommunistischen Arbeiterpartei Deutschlands (KAPD) und der Allgemeinen Arbeiter-Union (AAU) bei und wurde Autor für das Blatt Kampfruf. Nach der nationalsozialistischen Machtergreifung wurde er unter dem Vorwand der Schutzhaft bis 1934 in das Konzentrationslager Hohnstein eingesperrt. Ab 1934 und bis zu seiner Einziehung in die Wehrmacht 1944 organisierte er trotz Polizeiaufsicht den Aufbau rätekommunistischer Gruppen.
Ab Juni 1945 arbeitete Weiland  für die Bergungsstelle für wissenschaftliche Bibliotheken (Berlins) und beteiligte sich in der Folgezeit wieder am Neuaufbau rätekommunistischer Gruppen, so schuf er das Netz Gruppen Internationaler Sozialisten (GIS) und gab seit 1947 die illegale Zeitschrift Neues Beginnen (Erscheinungsort angeblich Zürich, tatsächlich Berlin) heraus, in der er sich gegen das sowjetische Regime stellte und einen „freien“ Sozialismus forderte. Weiland hielt aber nicht nur Kontakt zur kommunistischen Szene in Ost- und Westdeutschland, sondern suchte auch das Gespräch mit Organisationen wie dem Ostbüro der SPD und der Kampfgruppe gegen Unmenschlichkeit.
Da er als „integrierende Persönlichkeit“ eines sowjetablehnenden Linksradikalismus galt, wurde er seit mindestens 1946 von der sowjetischen Geheimpolizei überwacht. Am 11. November 1950 wurde er von dieser aus West-Berlin in die zentrale Untersuchungshaftanstalt nach Berlin-Hohenschönhausen verschleppt. Nach Folter und einer gescheiterten Anklage wegen Spionage wurde er dem Ministerium für Staatssicherheit übergeben, das ihn und etliche andere Mitglieder seiner Gruppe wegen Kriegs- und Boykotthetze vor dem Landgericht Greifswald anklagte. Der Prozess endete für ihn trotz Widerrufs seines unter Folter erpressten Geständnisses mit einer Verurteilung zu 15 Jahren Zuchthaus. Weiland verbüßte die Haft in der Haftanstalt Bützow-Dreibergen und im Zuchthaus Brandenburg-Görden. 1958 wurde er vorzeitig entlassen und kehrte nach West-Berlin zurück, wo er sich für die Verfolgten in sozialistischen Staaten engagierte. Weiland wurde SPD-Mitglied, kritisierte die außerparlamentarische Opposition und die Anerkennung der DDR durch die sozialdemokratische Ostpolitik. In den späteren Jahren seines Lebens setzte sich Weiland immer kritischer mit seiner linksradikalen Jugend auseinander.
1967 erlitt Weiland einen Herzanfall, der nicht auf Anhieb diagnostiziert wurde, was zu einem langfristig schlechteren Gesundheitszustand führte. Er starb am 18. September 1978 in West-Berlin.

## Publikationen
- Partisan der Freiheit. Ein Tatsachenbericht über das Kapitel Menschenraub aus der Geschichte des Kalten Krieges. Berlin 1959.